# 井陉站
井陉站，原站名为微水站，位于中华人民共和国河北省石家庄市井陉县微水镇，是石太铁路上的一个铁路车站，始建于1905年，距离太原站188公里，距离石家庄站43公里，隶属于中国铁路北京局集团，现为三等站。

## 开行列车
本站原开行有石家庄北站往返阳泉站的K5275/5276次旅客列车。自2024年10月28日起，石家庄北站封站改造，K5275/5276次列车停运。本站实际上已无旅客列车停靠。